# Tuổi mới lớn (thể loại)

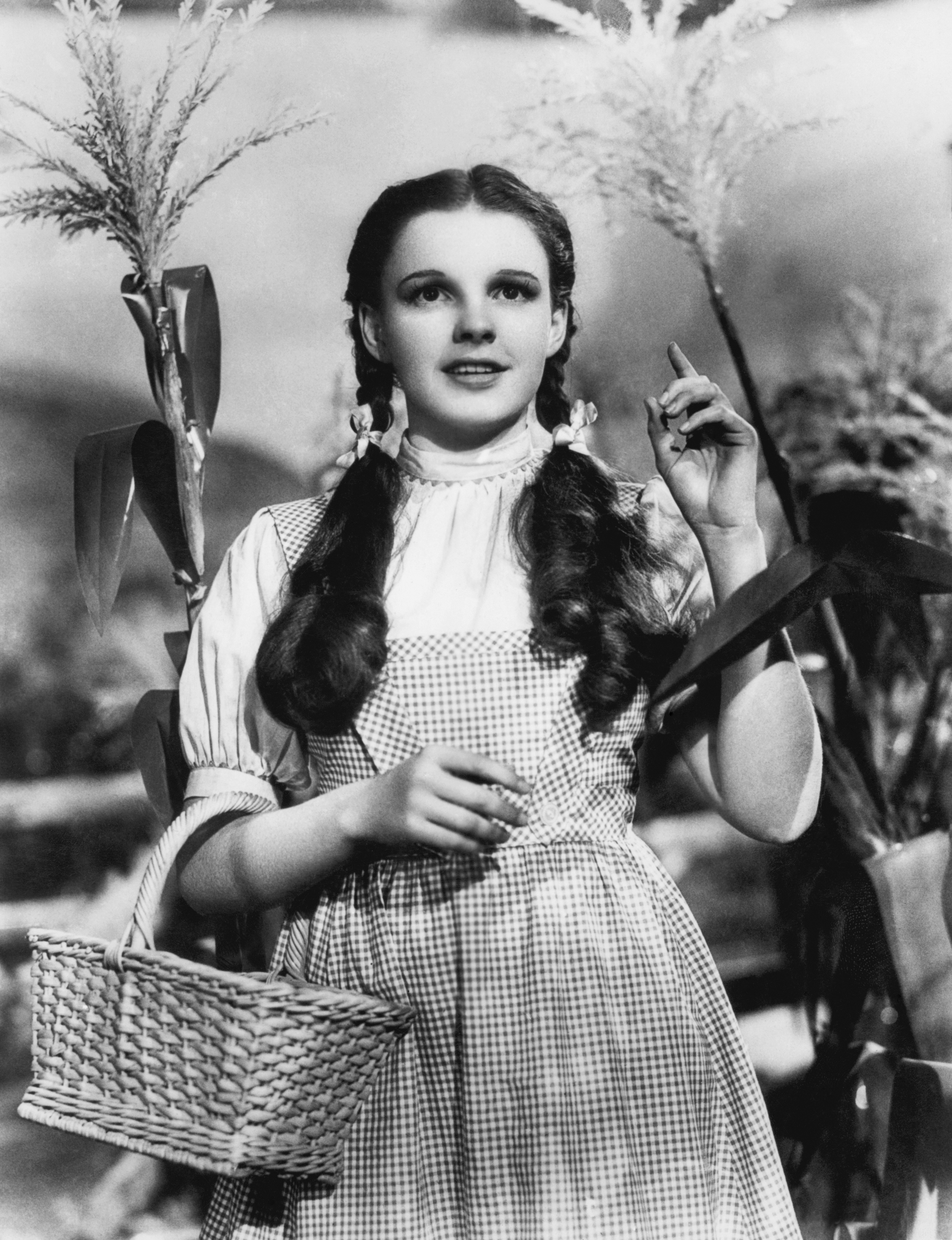
Phim tuổi mới lớn tập trung vào quá trình phát triển nhân cách và tâm lý hoặc giai đoạn chuyển tiếp từ lúc còn trẻ đến khi trưởng thành của nhân vật chính

Trong ngành nghiên cứu thể loại, tuổi mới lớn (tiếng Anh: coming-of-age story) là một thể loại văn học, điện ảnh và video tập trung vào sự trưởng thành của nhân vật chính từ lúc còn trẻ cho đến khi trở thành người lớn (giai đoạn "tuổi thành niên"). Các câu chuyện tuổi mới lớn có xu hướng nhấn mạnh hội thoại hoặc độc thoại nội tâm hơn là hành động, và thường lấy bối cảnh trong quá khứ. Đối tượng của thể loại tuổi mới lớn điển hình là lứa tuổi thanh thiếu niên. Dòng tiểu thuyết Bildungsroman là một nhánh chuyên biệt của thể loại tuổi mới lớn.

## Điện ảnh và truyền hình
Trong lĩnh vực điện ảnh, tuổi mới lớn là tên một dòng phim teen. Phim tuổi mới lớn tập trung vào quá trình phát triển nhân cách và tâm lý hoặc giai đoạn chuyển tiếp từ lúc còn trẻ đến khi trưởng thành của nhân vật chính. Sự trưởng thành và chuyển hóa đời tư là một đặc tính quan trọng của dòng phim này, dựa vào hội thoại và phản xạ cảm xúc hơn là hành động. Cốt truyện thường được kể dưới dạng hồi tưởng. Trong lịch sử, các bộ phim tuổi mới lớn thường xoáy quanh các chàng trai trẻ, tuy nhiên phim tuổi mới lớn tập trung vào phái nữ đang ngày càng phổ biến hơn ở đầu thế kỷ 21.

## Video game
Tuy không hiện diện nhiều như trên các phương tiện truyền thông khác nhưng thể loại tuổi mới lớn còn có thể xuất hiện trong các video game như: Life Is Strange, Night in the Woods, và dòng game Persona.